# جون روبرت نيكلسون
جون روبرت نيكلسون هو محامي وسياسي كندي، ولد في 1 ديسمبر 1901 في كندا، وتوفي في 8 أكتوبر 1983 في فانكوفر في كندا. حزبياً، نشط في الحزب الليبرالي الكندي. وقد انتخب Lieutenant Governor of British Columbia ‏ (1968 – 1973).